# Lissodema lituratum
Lissodema lituratum is een keversoort uit de familie platsnuitkevers (Salpingidae). De wetenschappelijke naam van de soort werd in 1847 gepubliceerd door Achille Costa.